# Kon Live Distribution
Kon Live Distribution és un segell discogràfic fundat pel cantant de R&B Akon.
Els artistes d'aquest segell són Ray Lavender, Saschali, Rock City (Timothy i Theron Thomas), Brick & Lace, Lady Gaga, Kardinal Offishall, Sway DaSafo, i Colby O'Donis.